# 난쟁이후티아
난쟁이후티아(Mesocapromys nanus)는 후티아과에 속하는 설치류의 일종이다. 쿠바에만 알려져 있다. 1937년에 마지막으로 발견되었다. 몸집이 건장한 기니피그를 닮은 설치류로 머리가 넓고 둥글다. 비교적 작은 눈과 짧고 둥근 귀를 갖고 있다. 꼬리 길이와 몸길이가 알려져 있지 않다. 일부 후티아는 쥐는 힘을 가진 꼬리를 갖고 있어서 물건을 쥐거나 나무를 오르는 데 이용한다. 많은 다른 설치류가 여러 새끼를 낳는 것과 달리 한 마리의 새끼를 낳는다. 난쟁이후티아는 서식지 감소와 도입종 몽구스때문에 "멸종위급종"으로 분류된다. 사파타 반도에서 흔적과 배설물이 발견되면서 아직 멸종되지 않은 것으로 추정하고 있다. 원래는 화석 표본을 기초로 기재되었지만, 나중에 현존하는 종으로 발견되었다.